# ロンプール管区
ロンプール管区（ロンプールかんく）は、ラジシャヒ管区から2010年1月25日に分離したバングラデシュの管区である。首府はロンプールである。

## 地理
北にインド、南東にダッカ管区、南にラジシャヒ管区と接する。

## 主な都市
- ロンプール
- サイドプール（英語版）
- ディナジプール（英語版）

## 県
2014年2月現在8県が存在する。
- ディナジプール県（英語版）
- ガイバンダ県（英語版）
- クリグラム県（英語版）
- ラルモニールハット県（英語版）
- ニルファマリ県（英語版）
- ポンテョゴル県（英語版）
- ロンプール県（英語版）
- タクルガオン県（英語版）